# Circuito automobilistico di Salerno
Il circuito automobilistico di Salerno è stato un circuito automobilistico cittadino, allestito di fronte al Centro storico di Salerno. Venne corso tra il 1953 ed il 1961 ed aveva anche il nome Gran Premio Città di Salerno.

## Storia
Il circuito venne inaugurato nel 1953. Infatti il "Gran Premio Città di Salerno" di Formula 3 (detta Formula Junior dal 1958) iniziò il 6 settembre di quell'anno e fu subito un successo strepitoso davanti ad oltre 50.000 spettatori. Da allora fu ripetuto ogni anno, diventando famoso internazionalmente.
Lungo i tre chilometri di asfalto salernitano i piloti più famosi dell'epoca si sfidarono, ed alcuni di loro successivamente raggiunsero l'Olimpo della Formula 1: Berardo Taraschi (della Meccanica Taraschi), vincitore di ben cinque edizioni (l'ultima nel 1959), Sesto Leonardi, Franco Bordoni, Salvatore Casella furono i più famosi.

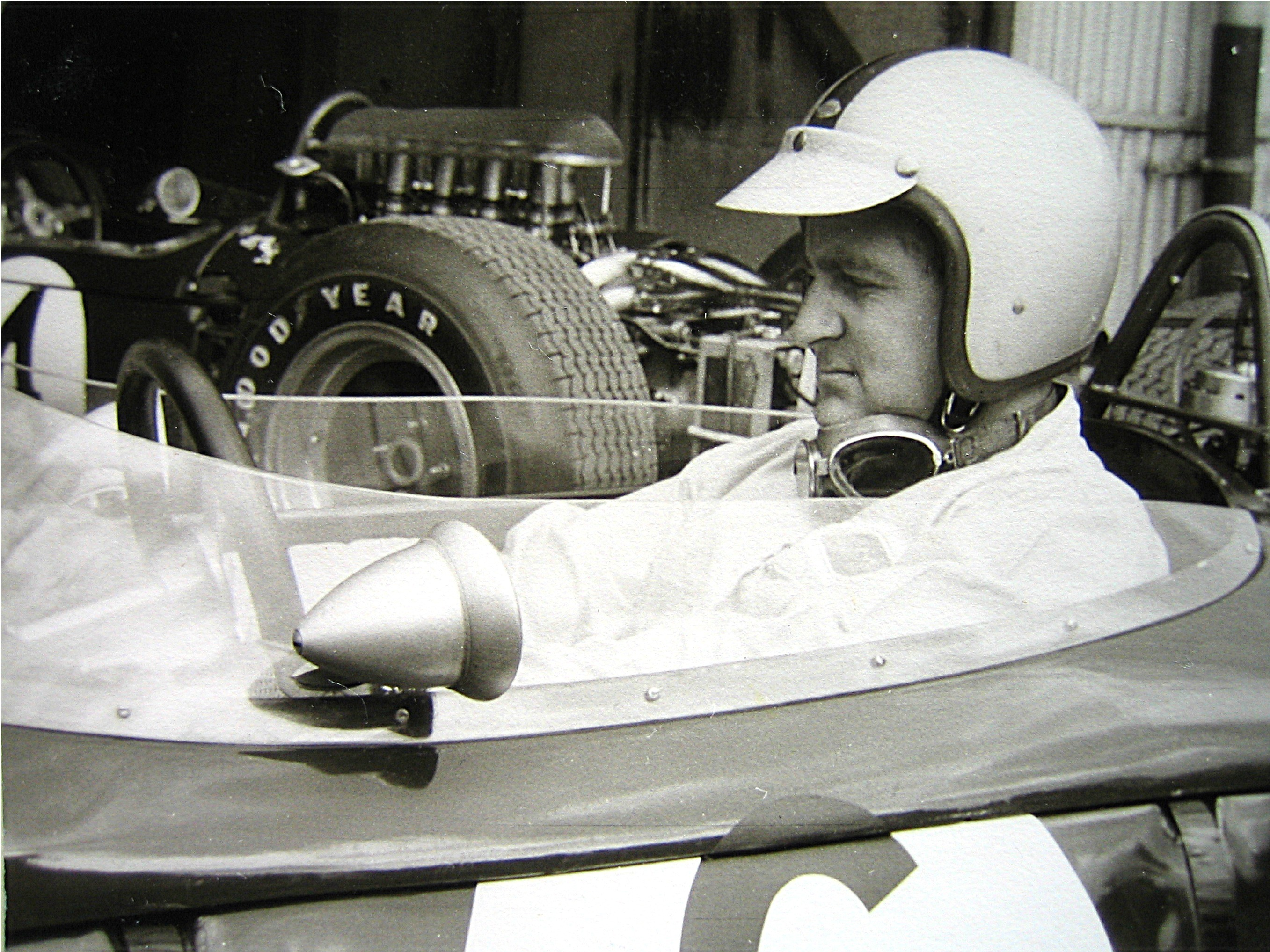
Denis Hulme, uno dei piloti del circuito di Salerno del 1960, in una foto dell'epoca

Nelle prime due gare (fatte nel 1953 e 1954) il nome originario era circuito del Lungomare, e la distanza era di soli 2600 metri. Furono vinte entrambe da Taraschi colla sua macchina da corsa omonima. Dal 1955 il circuito iniziò ad essere chiamato "Gran Premio", grazie alla notorietà a livello internazionale che cominciava ad avere.
Nella gara del 1960, che fu la più partecipata, vinse il britannico Colin Davis (Scuderia Serenissima, su Fiat/Osca),  seguito dal neozelandese Denis Hulme (New Zealand International Grand Prix Team, su Cooper T52 - BMC), mentre l'italiano Taraschi (Scuderia Taraschi, su Fiat) arrivò terzo.
Purtroppo nello stesso 1960 un tragico incidente, dove morirono il pilota Saveniers ed uno spettatore, pose fine alla gara, che fu rifatta in edizione minore nel 1961 e non fu disputata nel 1962 per mancate misure di sicurezza (che erano divenute molto rigide dopo l'incidente mortale).
A seguito di altri incidenti tutti i circuiti cittadini (come quello di Pescara) vennero proibiti in Italia e solo nel 2003 ne fu fatto un altro nel circuito di Cagliari.  Infatti le gare su circuiti cittadini sono state bandite dal 1967 dopo la tragedia di Caserta, dove, in un Gran Premio di Formula 3 persero la vita i piloti Giacomo "Geki" Russo, "Tiger" Perdomi e "Beat" Fehr.

## Il tracciato
La pista era disegnata nell'area pianeggiante di Salerno, ricavata nell'ultimo secolo e mezzo dal mare (davanti al lungomare Trieste).
Era un circuito che partiva dal palazzo Sant'Agostino (detto anche palazzo della Provincia) su via Roma e girava intorno ai recentemente costruiti palazzo del Municipio, palazzo Natella e palazzo Edilizia, raggiungendo il teatro Verdi, dove tornava indietro sul Lungomare di Salerno fino a raggiungere nuovamente il palazzo della Provincia e proseguire fino a circa il Palazzo della SITA per poi curvare sul corso Garibaldi fino a via Roma di nuovo.
Il tracciato era privo di variazioni altimetriche. La corsa consisteva in 50 giri del circuito, per un totale di 135.0 chilometri.
Il circuito era caratterizzato da un breve rettilineo iniziale di oltre un chilometro, poi da una serie di curve a 90° che immettevano in un rettilineo simile sul lungomare ma in direzione contraria al primo. Il tracciato ritornava, dopo due curve a 90°, verso la linea di partenza per mezzo di un altro rettilineo sul corso Garibaldi prima e su via Roma dopo.

## L'Albo d'oro
| Anno | Denominazione                      | Serie          | Pilota              | Vettura              | Note                   |
| ---- | ---------------------------------- | -------------- | ------------------- | -------------------- | ---------------------- |
| 1961 | VII "Gran Premio Città di Salerno" | Formula Junior | Raffaele Fiordelisi | Taraschi - Fiat      |                        |
| 1960 | VI "Gran Premio Città di Salerno"  | Formula Junior | Colin Davis         | Osca - Fiat/Osca     | muore pilota Saveniers |
| 1959 | V "Gran Premio Città di Salerno    | Formula Junior | Berardo Taraschi    | Taraschi - Fiat      |                        |
| 1958 | IV "Gran Premio Città di Salerno"  | Formula Junior | Carmelo Genovese    | Stanguellini - Fiat  |                        |
| 1957 | III "Gran Premio Città di Salerno" | Formula 3      | Berardo Taraschi    | Taraschi - Fiat      |                        |
| 1956 | II "Gran Premio Città di Salerno"  | Formula 3      | Sesto Leonardi      | Stanguellini - Giaur |                        |
| 1955 | I "Gran Premio Città di Salerno"   | Formula 3      | Berardo Taraschi    | Taraschi - Fiat      |                        |
| 1954 | "Circuito del Lungomare"           | Formula 3      | Berardo Taraschi    | Taraschi - Fiat      |                        |
| 1953 | "Circuito del Lungomare"           | Formula 3      | Berardo Taraschi    | Taraschi - Fiat      |                        |